# Cibotium siempay
Cibotium siempay là một loài dương xỉ trong họ Cibotiaceae. Loài này được Teysm. & Binn., Salom. mô tả khoa học đầu tiên năm 1883.
Danh pháp khoa học của loài này chưa được làm sáng tỏ. 